# 팝카드

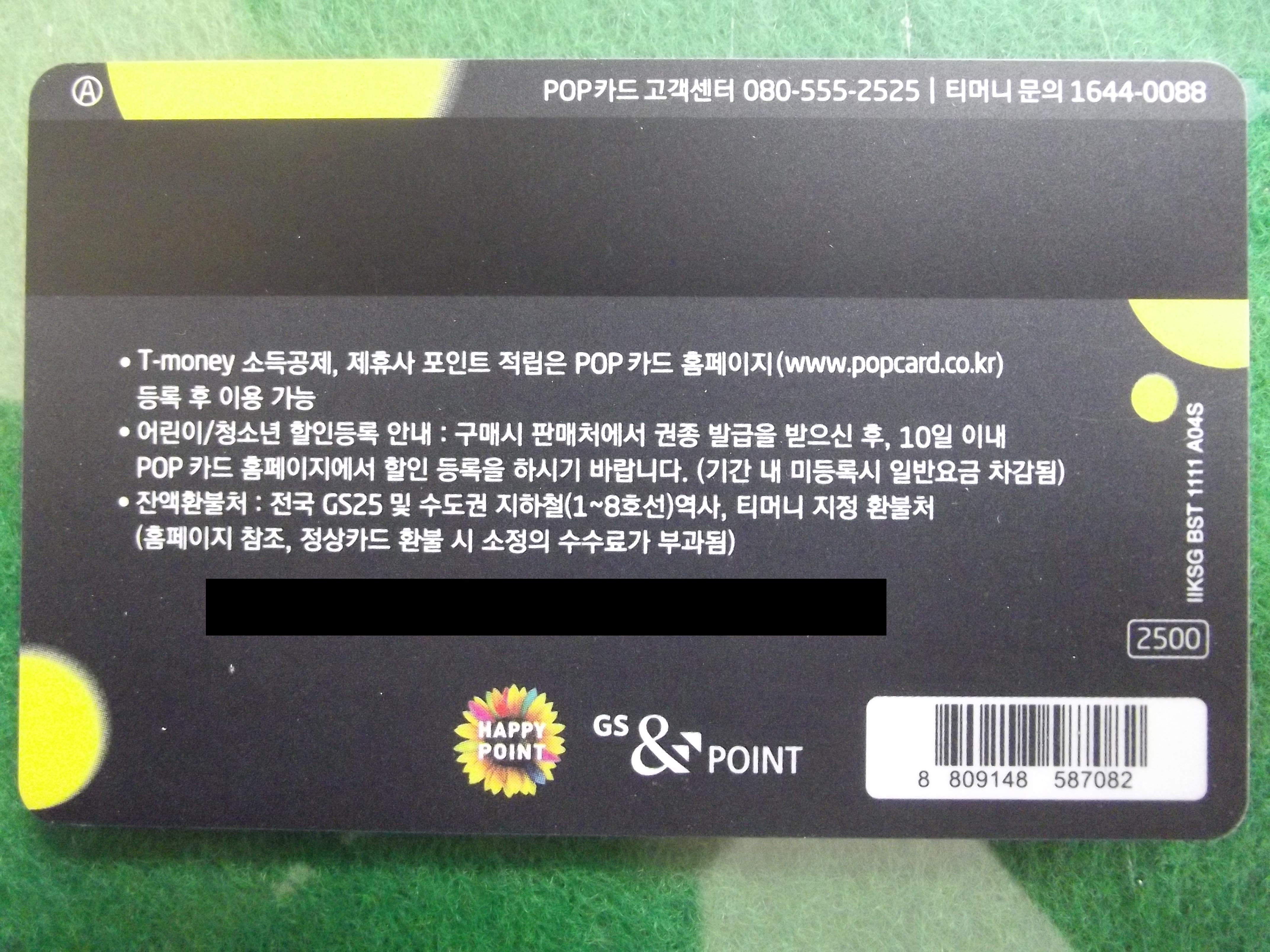
POP BLACK 뒷면

팝카드(Popcard)는 GS리테일과 (주)한국스마트카드(現 (주)티머니)가 합작하여 출시한 통합권종 교통카드로, 기존 스마트 티머니 카드에 GS&포인트 카드와 SPC그룹의 멤버십 서비스인 해피포인트 카드 기능을 결합하여 2011년 11월 25일에 출시했다. 이전에 출시하였던 GS25 티머니 카드의 업그레이드판이다. 2012년에는 액세서리형 및 아이유 스페셜 에디션도 출시되어 나왔고, 2012년 6월 한 달간 기존 티머니 카드를 팝카드로 무상 교체하는 이벤트를 실시하였다.
2017년 9월에는 GS리테일이 캐시비와 제휴한 "팝 캐시비"를 출시했다. 팝 캐시비 역시 통합권종으로 나오며, GS&포인트 멤버십만 탑재되어 있다.

## 사용 안내
- 카드 발급 후 즉시 사용 및 적립이 가능하며 카드 번호를 POP카드 홈페이지 가입 시 등록하면 GS&포인트 및 해피포인트 적립 등의 다양한 혜택을 받을 수 있다.
- 이 카드는 통합권종 카드로 어린이, 청소년의 경우 카드 구입시 미리 어린이나 청소년의 여부를 말하여 타입을 설정한 후 10일 이내에 등록하여야 하며 등록하지 않을 경우 일반 운임이 차감되므로 주의한다.
- POP카드 홈페이지에 카드를 등록할 때 GS&포인트와 해피포인트 연동을 선택할 수 있으며, 회원 가입 마지막 단계에서 팝카드를 등록해야 하기 때문에 POP카드를 발급하지 않으면 홈페이지에 회원 가입이 되지 않는다.
- 액세서리형은 티머니 결제와 동시에 각 멤버십 포인트가 자동 적립되는 방식이고 일반 카드형과 달리 뒷면의 마그네틱선이 없어 보통의 적립은 계산대에서 팝카드의 번호를 입력해야 한다. 일반 카드형도 충전된 금액으로 결제하면 결제와 동시에 각 멤버십 포인트가 자동 적립된다.
- 팝카드 이용시 대중교통 이용으로 적립된 스마트 티머니의 T-마일리지를 사용한 익월에 자동으로 GS&포인트로 전환해 준다. 단, 호환 지역에서 사용한 경우에는 롯데멤버스가 적립되는 캐시비와 달리 한동안 T-마일리지가 적립되지 않아서 GS&포인트가 적립되지 않았으나, 2014년 11월에 한국스마트카드가 호환 지역의 T-마일리지 적립 제한을 풀면서 현재는 가능해졌다.
- 멤버십 연동 후 GS&포인트는 팝카드의 번호 자체가 GS&포인트 카드로 등록되며, 해피포인트는 팝카드 등록 후 적립 및 사용으로 나오는 영수증을 통해 별도로 부여된 번호를 알 수 있다.

### 대중 교통
스마트 티머니 및 이즐 사용 지역에 준함.

### 유통
- 전국 GS25, GS칼텍스, GS슈퍼마켓을 비롯한 GS&포인트 가맹점
- 교보문고, 롯데리아, 맥도날드, 스토리웨이 등의 유통 가맹점
- 2012년 상반기에 전국 던킨 도너츠, 베스킨라빈스, 파리바게뜨를 비롯한 해피포인트 가맹점으로 확대 완료

## 발급 종류

### 일반판
- POP BLACK, POP BLUE, POP WHITE, POP 기본 등 네 종류의 카드
- 서울 시티패스 플러스 결합형 카드
- 앵그리버드 버전 카드
- 2012년 이후에 발급되는 KB국민은행(KB국민카드)의 나라사랑카드, POP NEW 우리V카드, POP 우리V체크카드에 본 기능을 내장한다.
- 손연재 POP CARD Celeb 버전 카드

### 한정판
- 아이유 스페셜 에디션 카드
- 빅뱅 - ALIVE 스페셜 에디션 카드
- 시크릿 - Secret Summer 스페셜 에디션 카드
- 크레용팝 스페셜 에디션 카드 (단체, 소율, 엘린, 금미, 초아, 웨이)
- 하연수 립톤 아이스티 카드
- 한독약품 - 틴탑 스타카드
- WORLD DJ FESTIVAL 2012 카드
- Ariana Grande - My Everything 스페셜 에디션 카드
- Avril Lavigne - Avril Lavigne 스페셜 에디션 카드
- Backstreet Boys - In A World Like This 스페셜 에디션 카드
- Bon Jovi - What About Now 스페셜 에디션 카드
- Britney Spears - Britney Jean 스페셜 에디션 카드
- Carly Rae Jepsen - Kiss 스페셜 에디션 카드
- Daft Punk - Random Access Memories 스페셜 에디션 카드
- John Mayer - Paradise Valley 스페셜 에디션 카드
- Justin Bieber - Believe  스페셜 에디션 카드
- Justin Timberlake - The 20/20 Experience 스페셜 에디션 카드
- Katy Perry - Prism 스페셜 에디션 카드
- Lady Gaga - ARTPOP 스페셜 에디션 카드
- Lana Del Rey - Born To Die 스페셜 에디션 카드
- Rihanna - Talk That Talk 스페셜 에디션 카드
- Mariah Carey - Me. I Am Mariah... The Elusive Chanteuse 스페셜 에디션 카드
- Maroon 5 - Overexposed 스페셜 에디션 카드
- Maroon 5 - V 스페셜 에디션 카드
- Michael Jackson - Xscape 스페셜 에디션 카드
- Mika - The Origin Of Love 스페셜 에디션 카드
- No Doubt - Push And Shove 스페셜 에디션 카드
- One Direction - Midnight Memories 스페셜 에디션 카드
- Rolling Stones - GRRR! 스페셜 에디션 카드
- Taylor Swift - Red 스페셜 에디션 카드
- Taylor Swift - 1989 스페셜 에디션 카드
- will.i.am - #willpower 스페셜 에디션 카드
- The Amazing Spider-Man 2 스페셜 에디션 카드
- Queen - Queen Forever 스페셜 에디션 카드
- Jason Mraz - YES! 내한 방문 기념 스페셜 에디션 카드
- Imagine Dragons - Smoke+Mirrors 스페셜 에디션 카드

## 구매 및 충전
- 전국 GS25 편의점

## 같이 보기
- GS25
- 티머니
- 이즐